# كأس التحدي الآسيوي 2008
كأس التحدي الآسيوي 2008 هي بطولة كرة قدم فاز بها منتخب الهند للمرة الأولى في تاريخه. المسابقة، كانت قد استضافتها الهند أيضاً، وقد لعبت في من 30 يوليو إلى 13 أغسطس 2008. الهند حازت أيضاً على جائزة اللعب النظيف في المسابقة وقائد الهند بايشونغ بهوتيا الذي فاز بجائز اللاعب الأكثر أفضلية.
تايبيه الصينية كانت أصلاً هي من ستستضيف البطولة، ولكن لم تتمكن من تلبية معايير الاتحاد الآسيوي لكرة القدم لاستضافة البطولة.

## المسابقة
التصفيات رأت الفرق الكبرى من كل واحدة من أربعة مجموعات مؤهلة يتأهل إلى المسابقة في وقت مناسب، ليصل إجمالي عدد الفرق المشاركة في النهائيات المركزية إلى ثمانية فرق. بالإضافة إلى ذلك، منتخب الهند (مستضيفة البطولة) وكوريا الشمالية وتركمانستان وميانمار تأهلوا تلقائياً.
منغوليا وتيمور الشرقية قرروا عدم المشاركة.

### التصنيف
نوع سميك - فرق تأهلت، مائل - فرق منسحبة
| 1. كوريا الشمالية 2. تركمانستان 3. الهند 4. ميانمار | 5. طاجيكستان · 6. سريلانكا · 7. نيبال · 8. قرغيزستان | 9. فلسطين (إنسحب 14 مايو 2008) · 10. تايبيه الصينية · 11. بنغلاديش · 12. بروناي | 13. باكستان · 14. كمبوديا · 15. الفلبين · 16. أفغانستان | 17. بوتان · 18. ماكاو · 19. غوام · 20. لاوس (إنسحب 2 مايو 2008) |

## التصفيات
الفرق التالية تأهلوا إلى المسابقة النهائية:
- الهند (مستضيف)
- كوريا الشمالية (تأهل تلقائي)
- تركمانستان (تأهل تلقائي)
- ميانمار (تأهل تلقائي)
- سريلانكا (فائز مجموعة تصفيات أ)
- طاجيكستان (فائز مجموعة تصفيات ب)
- أفغانستان (فائز مجموعة تصفيات ج)
- نيبال (فائز مجموعة تصفيات د)

## المسابقة النهائية
جميع الأوقات حسب التوقيت الهندي (إي إس تي) - ت ع م+05:30

### دور المجموعات
| مفاتيح الألوان في جدول الترتيب                  |
| ----------------------------------------------- |
| أفضل فريقين في كل مجموعة يعبران إلى نصف النهائي |

#### معايير كسر التعادل
حين يكون فريقين أو فرق أكثر ينهيان دور المجموعات برصيف متماثل من النقاط، يتم ترتيبهم حسب المعايير التالية:
1. النقاط المحصول عليها في المباريات بين الفرق المعنية;
2. فارق الأهداف في المباريات بين الفرق المعنية;
3. عدد الأهداف المسجلة في مباريات المجموعة بين الفرق المعنية;
4. فارق الأهداف في جميع المجموعات;
5. عدد الأهداف المسجلة في جميع مجموعات البطولة;
6. ضربات من علامة الجزاء (إلا إذا كان فريقان على صعيد واحد، وكلاهما على ميدان اللعب);
7. عدد أقل من البطاقات الصفراء والحمراء الواردة في مباريات المجموعة;
8. سحب القرعة من قبل اللجنة المنظمة.

#### مجموعة أ
| فريق       | لعب | ف | ت | خ | أل | أض | ف أ | نقط |
| ---------- | --- | - | - | - | -- | -- | --- | --- |
| الهند      | 3   | 2 | 1 | 0 | 4  | 2  | 2+  | 7   |
| طاجيكستان  | 3   | 1 | 2 | 0 | 5  | 1  | 4+  | 5   |
| تركمانستان | 3   | 1 | 1 | 1 | 6  | 2  | 4+  | 4   |
| أفغانستان  | 3   | 0 | 0 | 3 | 0  | 10 | 10− | 0   |

#### مجموعة ب
| فريق           | لعب | ف | ت | خ | أل | أض | ف أ | نقط |
| -------------- | --- | - | - | - | -- | -- | --- | --- |
| كوريا الشمالية | 3   | 3 | 0 | 0 | 5  | 0  | 5+  | 9   |
| ميانمار        | 3   | 2 | 0 | 1 | 6  | 2  | 4+  | 6   |
| نيبال          | 3   | 1 | 0 | 2 | 3  | 4  | 1−  | 3   |
| سريلانكا       | 3   | 0 | 0 | 3 | 1  | 9  | 8−  | 0   |

## وصلات خارجية
- الموقع الرسمي
- الإحصائيات في لمحة